# Jeanne Laganne
Pour les articles homonymes, voir Canavaggia (homonymie).
Jeanne Laganne, née Jeanne Canavaggia le 26 novembre 1900 à Castelsarrasin et morte le 26 janvier 1995 à Boulogne-Billancourt, est un des rares peintres abstraits femme qui ait marqué la seconde moitié du XXe siècle.
Dans la révolution abstraite, elle occupe une place à part du fait de l’importance qu’elle accorde, au-delà des couleurs, de la matière et du mouvement, à la forme : les formes c’est nouveau, c’est même unique en matière de peinture abstraite où la plupart du temps le gestuel et/ou la couleur ont été privilégiés. La forme semble de plus en contradiction avec la notion même d’abstraction. Pas pour Laganne. Dans un entretien avec le critique d’art François Pluchart publié dans Combat, on peut lire : « La forme m’intéresse avant tout. C’est la chose la plus difficile. Les rythmes et les couleurs s’appellent l’un l’autre. Le plus difficile est de trouver des formes qui rejoignent la vie sans qu’elles soient ni humaines, ni animales. »
L'État acquerra successivement trois toiles de Jeanne Laganne, aujourd'hui détenues par le Fonds national d'art contemporain. On peut voir aussi des peintures de Jeanne Laganne au Chazen Miseum of art Wisconsin USA et au musée des Beaux-Arts d'Alger.
Jeanne Laganne est aussi une femme de lettres qui a publié quatre romans et un essai.

## La genèse artistique
Jeanne Laganne est née en 1900 dans la bonne société provinciale à Castelsarrasin, petite ville située près de Toulouse, dans le sud de la France. Elle est la fille du magistrat d'origine corse Jérôme Canavaggio, et de Louise Patry, Limougeotte. Ils eurent trois filles, Marie Canavaggia, l’ainée et future collaboratrice de Louis-Ferdinand Céline, Jeanne, la cadette, et Renée Canavaggia la benjamine, future astrophysicienne à l'Observatoire de Paris.
Jeanne Canavaggia fait l’école des Beaux-Arts de Nîmes où elle apprend les bases des techniques du dessin, de la gravure, du pastel, de la gouache et de l’huile. Elle sort de cette école avec deux premiers prix. Jusqu'à son mariage, Jeanne Laganne signe ses œuvres avec le monogramme JC pour Jeanne Canavaggia, avec un C majuscule encadrant un J majuscule.
En 1921, Jeanne Canavaggia épouse André Laganne, le fils du procureur de la République que sa famille avait connu à Castelsarrasin. Il avait embrassé une carrière militaire, dans cette nouvelle arme qu’était alors l’aviation, comme pilote de chasse.
Avec les copies faites dans les musées, les portraits et les dessins sont la partie sage, montrable, pastel de l’œuvre de Jeanne Laganne. Mais, à côté de cela, il y a les peintures à l’huile, les portraits de caractères, de personnages ayant une gueule, de la bonne, Suzanne, de l’ordonnance, Charles. On sent déjà une forte personnalité, une certaine violence dans la façon de peindre. Il y a de la matière, on sent la comédie humaine, ou plutôt la tragédie humaine, cette sensibilité à l’autre, ce regard qui va au fond du cœur, de la personnalité.

## Le début de la carrière d'artiste
1932 constitue une étape importante pour Jeanne Laganne : c’est l'année de sa première participation à une manifestation artistique d’importance nationale, le salon des beaux-arts au Grand Palais. Elle a 32 ans. Elle est immédiatement remarquée et le critique du journal Le Temps écrit « Jeanne Laganne fait preuve d’un talent pénétrant » tandis que le critique Clément Morro, dans la Revue moderne des Arts, estime que « À une artiste aussi douée et si éprise de sa vocation, qui ne se risque à quelque nouveauté que lorsqu’elle a la certitude du terrain primitivement conquis, l’expérience apportera sans nul doute la virtuosité et le brio que mérite sa sympathique personnalité. Ses œuvres présentes justifient qu’on lui fasse confiance pour l’avenir ». Ces premières huiles montrées au public sont signées Jeanne Laganne puis très vite J Laganne. Cette participation à un grand salon sera renouvelée en 1933 au même endroit, puis en 1935 au salon des Tuileries.

En 1936, Jeanne Laganne quitte Tours car son mari est nommé à Alger, au cabinet militaire du gouverneur. Là les choses changent : Alger est une grande ville, grouillante, active, où les ombres méditerranéennes ne sont plus noires mais colorées. La vie mondaine s’élargit au-delà du milieu militaire et embrasse une société civile de hauts fonctionnaires. On se reçoit beaucoup et le talent de Jeanne Laganne est immédiatement reconnu, encouragé. Sa participation aux salons parisiens renforce sa position ; les expositions s’enchaînent et elles ont du succès. Interviewée en 1962 par François Pluchart, le critique d’art du journal Combat, Jeanne Laganne dira à propos de l’influence de ce pays sur son œuvre : 

« L’Algérie m’a beaucoup apporté dans le sens de l’amour de la vie. Les choses qui peuvent vous aider sont intangibles. Un choc, une connaissance apportent alors que c’était imprévu. Pour cela on devrait être superstitieux, amoureux de hasard. De loin en loin on a un choc important. »

L’Algérie fut clairement un choc pour cette artiste. Dès son arrivée, en 1936, elle expose à la galerie Charlet. Le musée des Beaux-Arts d’Alger achète quelques peintures. Sa dernière exposition algéroise se fera à la galerie Dominique, en 1944, car désormais ce sera à Paris qu’elle montrera ses œuvres.

## La rencontre avec Jean Dubuffet
Ses sœurs Marie et Renée Canavaggia sont installées dans la capitale et les visites que Jeanne leur rend sont aussi une occasion de contacts avec le milieu artistique parisien. Jouvet, Giraudoux, Céline, Dubuffet… Marie Canavaggia est traductrice. C’est aussi la secrétaire et la correctrice de Louis Ferdinand Céline pour qui Dubuffet a une profonde admiration et veut monter un comité de défense pour l’aider à faire face à ses difficultés d’après-guerre. Les deux hommes font donc connaissance par l’intermédiaire de Marie Canavaggia, et tout naturellement Jean Dubuffet fait appel à ses talents de traductrice pour traduire les critiques de ses premières expositions aux États-Unis dès 1945. C’est donc par sa sœur aînée que Jeanne fait la connaissance du futur pape de l’art brut et qu’elle réalise que c’est « là », à Paris, que ça se passe. Dans son livre Les Bras ouverts , publié en 1952, elle écrit : 

« J’ai regardé ce que faisaient les autres : j’ai été stupéfaite. Ces toiles-là aucun peintre ne les auraient faites dans la solitude : elles étaient le produit de cerveaux frottés les uns contre les autres, très vite, très fort, jusqu'à faire jaillir des feux d’artifice à tout incendier. Des surenchères stupéfiantes. Plus de sens, plus de sensibilité, plus de bon sens, un parti pris de sens dessus dessous peut-être, mais quelle audace, quelle liberté !... »

La rencontre avec Jean Dubuffet (1901-1985) et la multiplication des voyages à Paris sont déterminants dans l’évolution de la peinture de Jeanne Laganne. Dubuffet est lui-même en pleine recherche. Pendant les 25 premières années de sa vie d’adulte, dirigeant l’entreprise familiale, il peint par intermittence. Ce sont des aquarelles, des gouaches et des huiles au vocabulaire post-cubiste, mais qui n’en laissent pas moins transparaître les signes d’une personnalité naissante. L’élément fondateur de son œuvre est sa première exposition en 1944 à la galerie Drouin où il vient de faire connaissance avec Michel Tapié, le conseiller artistique de la galerie qui l’a repéré, ainsi qu’avec Jean Paulhan, Paul Eluard, Francis Ponge, Jean Fautrier.

Les deux peintres se rencontrent à Paris comme à Alger (1947), s’écrivent  dès 1945, échangent. La peinture de Jeanne Laganne se libère, progressivement la matière de ses toiles s’épaissit, les personnages prennent une allure où le fantastique se mêle à l’inquiétant. Jean Dubuffet lui écrit, dans une lettre de 1947 ; 

« Ce que vous me dites de l’effet stimulant qu’ont exercé sur votre travail mes peintures me donne une grande joie. » Il faut dire que le peintre, dans ses recherches, dans sa rupture, est déstabilisé par la critique : « Vous avez vu comment les journaux m’ont traité et me traitent encore ? Je suis cette semaine homme aussi célèbre que le docteur Petiot. Je n’ai pas besoin de vous dire je pense que tous ces articles ignominieux sont faits d’affirmations complètement fausses. »

Les deux artistes se soutiennent, se recommandent l’un l’autre auprès de galeries, commentent leur évolution, se font des recommandations. Toujours en 1947, après son passage à Alger, Jean Dubuffet écrit : 

« J’ai eu l’impression que vous êtes arrivée assez loin dans le chemin qui peut vous mener à des créations fortes et intéressantes et que vous approchez ces créations, mais que vous n’y êtes pas encore tout à fait, la technique vous manque ; il vous faut à force d’essais et de tâtonnement inventer de manière plus décisive les techniques qui vous conviennent, les découvrir et mettre au point l’une après l’autre (vous serez aidée par le hasard pour ces découvertes pour peu que vous deveniez experte à le laisser fonctionner et le mettre à profit) (et vous verrez qu’en mettant au point vos techniques c’est aussi vos conceptions elles-mêmes qui se mettront au point du même coup, l’un portant et entraînant l’autre). Tels qu’ils sont, et déjà au point où ils sont, vos travaux m’ont paru fort intéressants et tels qu’ils donnent à penser (et votre personne et votre conversation aussi le donnent à penser) que vous êtes susceptible de parvenir quelque jour à quelque chose d’important. »

Il faut dire que cette période qui va de 1945 à 1955 est particulièrement agitée sur le plan artistique pour Jeanne Laganne. Son abandon du monde figuratif et le passage à l’abstraction sont loin de se faire en une fois ! Ils s’étalent sur dix ans. C’est une période de recherche, de remise en cause permanente, tant sur les plans personnels qu’intellectuels et artistiques. La peinture est aussi influencée par le cheminement politique de Jeanne Laganne qui se gauchise au point d'adhérer au Parti Communiste, sans que sa peinture n’adhère, ne fût-ce qu’un instant, au « réalisme socialiste », lequel ne fut qu’un pétard mouillé ; en mars 1950, Dubuffet lui écrit, mi amusé, mi admiratif : Êtes-vous toujours aussi passionnée pour l’amélioration de la vie des hommes par le moyen d’une plus équitable distribution des richesses ? » : des ouvriers, des gueules. Dans son deuxième roman publié en 1952, Les Bras ouverts, il y a cette scène : 

« J’ai regardé : sur un mur de chaux au-dessus du poêle, il y avait de grandes traces de fumée. J’ai longé la force de ces traces, j’ai suivi leur étirement vers le haut ; ces lignes m’avaient l’air de celles qui pouvaient avoir un sens… Et tout à coup j’ai vu, j’ai vu deux formes. Ah oui, de ces mineurs dont on parlait en ce moment, "à la pointe du combat", comme on disait. Ils étaient là, hautains, hiératiques, chevaliers de la guerre moderne, tels que, toute seule je ne les aurais jamais imaginés, bien plus beaux qu’en réalité ils ne pouvaient l’être, dépouillés par ce passage à travers la matière inerte de l’était mon travail d’animer. »

## La période expressionniste
Jeanne Laganne multiplie les séjours à Paris et les expositions dans les galeries et les salons galerie Carmine (novembre 1946), Salon d'automne (1947) – puis franchit un pas avec 25 toiles de style expressionniste présentées à la galerie Jeanne Castel (mai 1948), avenue Matignon. À la suite de cet événement, Jean Dubuffet lui écrit une lettre très amicale : « Vos peintures m’ont donné très grand plaisir, sont très intéressantes, ont beaucoup de pouvoir, d’écho, sont très chargées de courant. J’ignore quel succès feront à cela les cuistres parisiens qui gouvernent par le moyen des journaux et de revues imbéciles l’opinion des milieux dits artistiques. » En fait la critique n’est pas mauvaise : « Peinture d’un expressionnisme fougueux » dans les Nouvelles Littéraires, « Jeanne Laganne présente des monstres et des personnages de cauchemar de belle manière » dans les Lettres françaises, « Art franchement expressionniste, l’art de Laganne se signale par la cruauté de ses sujets, l’acidité de ses thèmes et la puissance émotive des moyens » dans Arts , « Une révélation. Des toiles expressionnistes d’une étonnante intensité. Quelques traits, quelques touches suffisent à l’artiste pour vous émouvoir au plus profond de vous-même. Ça dépasse parfois Rouault » dans Rayonnement.
Sur le plan technique, Laganne peint en quatre phases :
- L’idée, le thème de la future toile ;
- Les croquis au crayon sur un carnet à dessin, souvent plusieurs croquis à la suite où l’idée s’affine, prend corps puis, dans la version qui lui semble aboutie, des notes en marge indiquant les couleurs à utiliser ;
- Un dernier croquis colorisé ;
- Et enfin la toile.

La fin des années 1940 et le début des années 1950, c’est aussi la période où Laganne s’essaye à la gravure. Non pas pour exposer et vendre, mais pour maîtriser la technique. Elle prend pour thème les sujets de ses tableaux. Les tirages sont très rarement numérotés et signés, et l’on peut considérer qu’il s’agit là d’un travail personnel.

Les expositions s’enchaînent – galerie du Faubourg (1950), galerie MAI (novembre 1951) – et le style continue d’évoluer : l’homme, le mâle, sculptural, colossal comme les statues de l’île de Pâques, envahit ses toiles. Un critique danois écrira au sortir de la galerie MAI : 

« Jeanne Laganne a peint des Arabes en Algérie et dans la banlieue parisienne, des dockers, des hommes du type soutiers. Est-ce que ce type d’homme avec des visages de granit, avec des traits grossiers, énormes comme les statues de l’île de Pâques, est l’unique Licorne de notre époque ? Il faut le croire ! Si l’on pose à Laganne cette question directe, elle répond que… ces personnages symbolisent ce qu’elle appelle le réflexe latin selon lequel l’homme est le maître et seigneur de la femme. La femme est brisée par ces blocs de granit, elle est complètement dominée par eux, tout dépend de leur bonne grâce. La Licorne 1951 sans poésie. »

En 1952, Jeanne s’installe définitivement à Paris, qui vit une véritable révolution artistique. Par l’intermédiaire de Jean Dubuffet, elle a connu Michel Tapié, le conseiller artistique de la galerie Drouin, mais aussi celui qui est en passe de devenir l'un des quatre critiques de référence de cette révolution dont l’étincelle date de 1943 avec l’exposition Fautrier à la galerie Drouin (suivie en 1944 par l’exposition Dubuffet au même endroit). Au début de ces années 1950 les non-figuratifs, bien que divisés en courants et sous-courants, s’opposent aux figuratifs, aux surréalistes, aux néo-cubistes, s’apostrophent, pérorent. L’abstraction lyrique, chaude, s’oppose à l’abstraction géométrique, froide. Aux côtés de ces peintres et des galeries qui les soutiennent, un grand nombre de critiques d’art qui animent des rubriques importantes, souvent plus d’une demi-page, dans les différents quotidiens de la capitale et publient de nombreux ouvrages. Michel Seuphor, Michel Ragon, François Pluchart et surtout Michel Tapié sont de ceux-là. Pour couronner cette agitation créatrice, des revues spécialisées comme Art d’aujourd’hui puis Cimaises voient le jour. Ce que l’on a appelé la Nouvelle école de Paris n’avait en fait aucune unité !
Michel Tapié de Céleyran (1909-1987), quant à lui, est un homme élégant, aussi intellectuel qu’aristocrate, capable de parler aussi bien de cigares et de football que de littérature ou de physique nucléaire. L’une de ses très grandes qualités était de rendre immédiatement intelligent celui qui prenait la peine de l’écouter même si, hors la peinture, sa compréhension des problèmes qu’il abordait pouvait paraître un peu brumeuse. Son expression la plus courante était : « Comme vous le savez… » S'ensuivait un long développement mêlant mystique Zen, Lois de Cantor et les responsabilités de l’artiste. Petit-neveu de Toulouse-Lautrec, élevé chez les jésuites, il avait commencé par dilapider sa fortune personnelle dans une usine de traitement des algues marines, puis s’était tourné vers le vitrail et la sculpture dans l’atelier de Amédée Ozenfant avant de s’investir dans la défense de la modernité en peinture sans cesser de s’intéresser de très près à la musique, ni de jouer de la contrebasse. Dans les années 1950-1960, il est devenu le grand critique d’art contemporain, le promoteur de « l’Art Autre », le conseil de nombreuses galeries en Europe, en Amérique latine et au Japon. C’est vraisemblablement Dubuffet qui présenta Tapié à Jeanne Laganne lors de sa première exposition chez Drouin en 1944. Tapié qui assurera une promotion enthousiaste de Jeanne Laganne et de tout un groupe de peintres abstraits pendant près de vingt ans. C’est notamment lui qui lui présentera le photographe et galeriste Paul Facchetti, qui la fera rentrer dans son écurie de peintres et de sculpteurs. Facchetti est le premier galeriste avec qui Laganne passe un contrat. Dans cette époque de bouillonnement artistique, des galeries s’ouvrent de tous côtés et soutiennent le mouvement en cours avec un parti pris non dissimulé pour tel ou tel courant : Drouin, place Vendôme et Jeanne Castel, avenue Matignon. Il faut aussi parler de la galerie Colette Allendy qui lancera l’abstraction lyrique en 1948 au travers de sa célèbre exposition intitulée « L’imaginaire », la galerie des Deux-Îles, place forte de Michel Seuphor, et bien entendu le Studio Facchetti.

Né en 1912 en Italie, Paul Facchetti est fils de peintre et photographe. C’est un découvreur de talents. Sa biographe, Frédérique Villemur, rappelle qu'il 

« est avant tout connu pour avoir défendu dans la décennie de l'après-guerre le courant de l'abstraction lyrique et contribué à révéler en Europe, avec Jackson Pollock, la peinture américaine alors en plein essor. À Paris, le studio qu'il ouvre en 1951, rive gauche, au 17, rue de Lille, dans le quartier de Saint-Germain-des-Prés, est né sous le double auspice de la peinture et de la photographie. Tout d'abord studio photographique, la galerie d'art en a gardé l'esprit de laboratoire. Le terme de « studio » n'est pas sans évoquer la recherche et l'expérimentation auxquelles Paul Facchetti est toujours resté attaché, alors que celui de « galerie », plus traditionnel, appelle l'idée de collection, collection qu'il n'a jamais par ailleurs cherchée pour lui-même à constituer […]. Son activité de photographe se poursuit après l'ouverture de la galerie, et de manière plus réservée avec certains artistes qu'il expose, avec lesquels se noue une amitié, et dont il réalise les portraits : Wols, Jean Fautrier, Ossorio, Georges Mathieu et Dubuffet, Henri Michaux..." »

Frédérique Villemur souligne combien 

« en défendant un courant qui ne reniait ni l'expression du corps ni la spontanéité du geste, Paul Facchetti a tenté d'en explorer les confins. Il s'est signalé par des choix inattendus au regard des courants dominants, qui ont valu au studio de garder l'étiquette de galerie pilote, prenant parti pour des artistes qui n'étaient pas des valeurs sûres sur le marché de l'art. Dans ces années où les critiques s'exprimaient avec passion, Jeanne et Paul Facchetti concevaient leurs expositions comme des lieux de rencontres et d'échanges entre artistes et intellectuels, amateurs et collectionneurs, dans l'esprit de susciter un événement et non d'assurer la pérennité des artistes, Défricheur de talents, Paul Facchetti a été en cela porteur d'espoir pour de jeunes artistes, quand bien même il ne les a que peu accompagnés au long de leur carrière – ce que certains ont pu lui reprocher, n'assurant pas une continuité de vente – mais tel n'était pas l'esprit du studio. De fait, c'est moins en marchands qu'en amateurs que Jeanne et Paul Facchetti se décidaient sur une œuvre. Le Studio Facchetti a toujours privilégié les voies de l'innovation à celles de la consécration. Son indépendance d'esprit lui a permis de traverser ainsi les modes sans se soucier des académismes" »

C’est en mars 1953, un an après son installation définitive à Paris, que Jeanne Laganne fait sa première exposition personnelle au studio Paul Facchetti, 17 rue de Lille. Une exposition de groupe avec les peintres et sculpteurs du Studio suivra immédiatement en octobre de la même année : deux expositions la même année, un véritable lancement ! À partir de cette date, et plus vraisemblablement dès son installation à Paris l’année précédente, les toiles sont désormais signées Laganne.

## La période abstraite
Nouvelle exposition personnelle en mars 1955 suivie d’une exposition de groupe, toujours au studio, notamment au côté d'Olivier Debré. 1955 est une année importante : le style de Jeanne Laganne devient totalement abstrait. L’abstraction, que l’on pensait avoir enterrée en 1944 en même temps que Vassily Kandinsky, renaît avec « l’abstract expressionnism » et « l’action painting » américains, « l’abstraction lyrique » (terme employé pour la première fois par le peintre Georges Mathieu en 1947 à l’occasion de l’exposition « l’imaginaire »), « l’art informel » de Michel Tapié (1951) ou bien encore « le tachisme » du critique Charles Estienne en 1954. Le poète André Marissel écrit à propos des peintures qu’il découvre à l'occasion de l’exposition personnelle de Jeanne Laganne en 1955 : 

« Ici s’exprime avec une intensité oppressante la hantise de l’asphyxie et la volonté de vaincre coûte que coûte le désespoir. Pour qu’on le délivre, le poète appelle souvent au secours. Il fait confiance aux mots les plus usuels, à la limite au cri. Dans ce dernier cas il s’agit d’un pré-langage. Sa signification est immédiate, absolument pure d’intentions. L’être est arraché à lui-même. Ainsi du peintre qui ne cherche d’abord que son salut, dut-il pour cela s’exposer à la réprobation. Dominées par le noir et le bleu, les œuvres les moins récentes de Laganne font songer aux grilles d’un cachot. Mais le prisonnier a déjà tordu les barreaux, brisé d’épaisses ronces ; il est en train de détruire ce qui s’oppose à son désir de liberté. Du sein d’un monde qui demeure souterrain, Laganne heurte violemment les murs. Des pierres volent en éclats ; le mouvement est tel au centre du volcan que nous sommes saisis de vertige. Un drame, dont nous pouvons deviner la puissance, se précise sans jamais s’achever… »

La critique est abondante et élogieuse, dans le journal Le Monde , les revues Arts  et Cimaises , le nouveau Fémina  et même en Italie la revue d’art Il 4 Soli).
1955, c’est aussi l’année où une nouvelle galerie s’installe rue de Seine : la galerie Stadler. Rodolphe Stadler (1927-2009) est issu d’une famille d’industriels suisses installée à Lausanne. Il fait des études de droit sans grandes convictions. À partir de 1945, il vient de plus en plus souvent à Paris, commence à fréquenter les galeries et découvre la révolution artistique en marche, les peintres dont on parle et ceux que l’on montre, la possibilité d’une aventure totale impliquant l’intelligence sous toutes ses formes, la culture traditionnelle qu’il s’agit de repenser, l’instinct, le goût, y compris celui du risque, voire du scandale… Rodolphe inaugure sa galerie en 1955 et peut mettre en œuvre son tempérament de découvreur. Son rôle n’est pas d’accueillir les peintres ayant déjà fait leurs preuves, d’être leur imprésario. Il aime découvrir les choses par lui-même et les imposer, même si cela doit prendre du temps. À quelqu’un qui s’étonnait de son silence lorsqu’il visitait un atelier, il répondait : « C’est bien ce que j’attends confusément d’un tableau : qu’il me coupe la parole. »

Le rapprochement Laganne-Stadler se fait à nouveau par l’entremise du critique d’art Michel Tapié et aboutit à la participation de Jeanne Laganne à l’exposition de groupe inaugurale de la galerie Stadler en octobre 1955 aux côtés de l’Américain Jenkins et de l’Espagnol Antoni Tàpies. Lors de la première exposition personnelle de Jeanne Laganne en mars 1956 dans cette toute nouvelle galerie, Michel Tapié écrit en préface : 

« Il est toujours émouvant, sinon stupéfiant, de voir un artiste, après des périodes plus ou moins longues dans lesquelles sa tourbe primordiale se cherche, arriver à cet état natif qui est le cœur même de l’aventure, le moment optimum de l’efficacité, de la potentialisation du possible contenu. Laganne en est à l’un de ces miraculeux moments où la généralisation abstractive engendre à tous coups son homologue contradictoirement ambigu qu’est la signifiance structurée… »

Pendant sept ans, de 1955 à 1962, période pendant laquelle, sur le marché de l’art, l’abstraction sous toutes ses formes fut à son apogée, Jeanne Laganne restera chez Stadler. C’est aussi la période où Michel Tapié se fait le propagandiste de l’art « autre » à l’échelle mondiale et inclut Laganne dans tous les événements qu’il organise ou les livres qu’il publie.
Michel Tapié est partout et le premier à sentir qu’il faut faire sortir cette École de Paris du microcosme parisien Il fait partie du comité artistique de la fondation Rome-New York Art Foundation (1957). Il établit le contact avec le mouvement Gutaï au Japon et fait participer des groupes de peintres abstraits américains et européens au festival d’Osaka en 1958 puis en 1960. Il crée en 1960 à Turin l’« International Center of Aesthetic Research ». Il organise de très nombreuses expositions collectives à l’étranger avec ses poulains, ses découvertes, les artistes qu’il a toujours soutenus : Dortmund (1958), Turin (1959, 1960, 1962), Bochum (1963), Buenos Aires (1964), « Métaphysique de la matière » à Charleroi (1966), Mannheim (1969). Il publie « Un Art Autre », « Esthétique en devenir », « Aventure Informelle », « Évidences paroxystiques » et « Morphologie Autre », « Prolégomène à une esthétique Autre »  avec à chaque fois un chapitre consacré à Laganne et la reproduction d’une de ses œuvres. Il se fait le propagandiste d’une véritable révolution artistique : une nouvelle appréhension, non formelle, de la lumière et des couleurs. L’abstraction lyrique, chaude et joyeuse, s’oppose alors à l’abstraction géométrique, théorisée et froide. Évidemment, le courant de l’envolée lyrique ne sera par le seul représentant de l’art abstrait dans le monde, mais il est le premier historiquement à franchir les limites de l’informel : « Il s’agit d’un mouvement international, plein de l’enthousiasme d’après guerre. Et cette mixité où chacun apporte sa personnalité, sa culture, crée un ciment extraordinaire. Ce sont des survivants, qui veulent avancer, et ils avancent très vite », explique Patrick-Gilles Persin, critique d'art (écrivain et journaliste dans la presse spécialisée comme dans la presse profane), historien et expert sans être marchand d'art. C’est enfin la période où Jeanne Laganne développera sa présence aux États-Unis, à New York, au travers d’expositions individuelles (1960 et 1962) et de groupe (1961) à la galerie Thibaut.

Ses premières avancées dans le monde de l’abstraction privilégient le geste, le mouvement. On sent l’influence d’un Mathieu ou d’un Pollock, deux poulains de chez Facchetti. Mais très vite se rajoutent deux dimensions : la forme et la matière. La matière était déjà une caractéristique forte des œuvres des années 1940, de la période expressionniste notamment, trace de l’influence de Dubuffet. Les formes c’est nouveau, c’est même unique en matière de peinture abstraite où la plupart du temps le gestuel et/ou la couleur ont été privilégiés. La forme semble de plus en contradiction avec la notion même d’abstraction. Pas pour Laganne. Dans un entretien avec François Pluchart publié dans Combat on peut lire : « La forme m’intéresse avant tout. C’est la chose la plus difficile. Les rythmes et les couleurs s’appellent l’un l’autre. Le plus difficile est de trouver des formes qui rejoignent la vie sans qu’elles soient ni humaines, ni animales. » Son inspiration, elle la trouve sur les vieux murs, les crépis, le bitume. Le carnet à la main, elle décèle puis croque la réparation du macadam faite sur un trottoir, la restauration d’une paroi par un maçon, la fissure dans un mur. Jeanne Laganne travaille ses croquis, les complète, les assemble, note les couleurs envisagées (plusieurs centaines d'entre eux ont pu être conservés). Les couleurs utilisées sont le vert de gris clair ou foncé, le sienne, l’ocre, le blanc, le noir. Elles sont mates sauf pour le noir, toujours brillant. C’est le début de l’utilisation de l’acrylique. Jeanne Laganne peint la toile posée par terre dans son atelier en raison de la taille de ses œuvres et du caractère liquide de l’acrylique. De 1955 à 1960 c’est la montée en puissance, de 1960 à 1966 c’est l’apothéose de Jeanne Laganne et des peintres abstraits des écoles lyriques, tachistes ou informelles. Laganne est à la jonction de ces courants. Georges Piellex, écrivain, journaliste et critique d’art suisse écrit, à l’occasion d’une exposition de Laganne à Lausanne en 1962, à la galerie Kasper : 

« La matière est rugueuse et mêle à la pâte de très petits fragments minéraux pour accentuer le relief. Enfin sur de larges étendues aux colorations brunâtres qui rappellent un peu les texturologies de Jean Dubuffet, des coulées de couleur pure (rouges éclatants) tracent leurs sillons selon l’esprit du plus pur tachisme. On s’en rend compte, deux tendances au moins s’affrontent dans cette peinture et finissent par s’associer fort harmonieusement… Si l’artiste part de prémices qui font penser à Dubuffet, elle aboutit à des résultats opposés. Les effets volontairement ternes et monocordes de l’homme des matériologies font place ici à une séduction que nous dirons bien féminine. Contraste entre les terres neutres et les éclats des couleurs vives, brillance de la couleur qui parfois n’hésite pas au plaisir de s’abandonner à un certain lyrisme. »

1960 marque aussi l’acte de naissance de nouvelles écoles artistiques, de nouvelles concurrences pour les abstraits : le nouveau réalisme avec Klein, César, Niki de Saint Phalle, Arman, son pendant américain le Pop’Art, l’Op Art également qui, sous ce nouveau nom, n’est que la poursuite de l’abstraction géométrique. En 1967, Michel Tapié et Rodolphe Stadler organisent une exposition sur le thème : « Devenir de l’abstraction » : vingt et un peintres et sculpteurs parmi lesquels Laganne, Piaubert et Antoni Tàpies. La révolution s’est assagie, les révolutionnaires en prenant le pouvoir sont devenus des classiques, des institutionnels, et d’autres révolutionnaires, comme les tenants de l’art corporel auquel Stadler sera sensible, d’autres écoles les remplacent.

Laganne reste fidèle à l’abstraction mais son style continue d’évoluer : les couleurs sont moins austères, l’acrylique n’est plus mate, les formes se complexifient et la matière est toujours présente. La production reste soutenue mais à nouvelle ère, nouvelles galeries et nouveaux critiques : au début des années 1970, Jeanne Laganne prend un dernier virage, quitte le Quartier latin et la rue de Seine et travaille désormais rive droite avec la galerie de l’Université, à deux pas des Champs-Élysées, ainsi qu’avec la galerie Pierre Lescot, située près du centre Beaubourg. Les critiques d’art du journal Combat la suivent dans cette traversée de la Seine. En 1972, Joël Derval, qui avec François Pluchart est l’un des deux critiques d’art du quotidien d’Albert Camus, publie un article intitulé « L’ascension de Jeanne Laganne » : 

« Ceux qui suivent l’évolution de la peinture de Jeanne Laganne depuis ses premières expositions chez Stadler éprouveront une grande satisfaction en visitant son exposition de peintures récentes qui se tient en ce moment à la galerie de l’Université, dont on sait qu’elle a changé d’adresse depuis plusieurs mois et qu’elle s’est installée dans de très beaux locaux à proximité des Champs-Élysées. Jeanne Laganne occupe une place intéressante dans l’abstraction dont elle n’a jamais épousé aucune des querelles et à l’égard de laquelle elle a toujours conservé une totale liberté d’esprit, c'est-à-dire qu’elle a toujours cherché à établir une voie intermédiaire entre la rigueur froide de l’abstraction géométrique et la violence expressive de l’abstraction lyrique. L’abstraction de Jeanne Laganne procède d’une vérité interne, réflexive et méditative, qui s’appuie sur une profonde connaissance du monde et une grande gourmandise à l’égard des choses de la vie. Peinture intelligente, celle de Jeanne Laganne n’est pas pour autant une peinture intellectuelle, théorique, desséchée par les bonnes raisons. C’est au contraire une peinture qui s’appuie sur les réalités de l’expérience individuelle, sur la manière d’appréhender la condition humaine, sur les pulsions intenses de l’individu. Cette peinture qui s’exprime en toute liberté avec des couleurs chatoyantes, des formes ouvertes et séduisantes, ce qui n’exclut pas une composition rigoureuse, s’est donné pour tâche de révéler les subtilités et les contradictions de l’univers apparent et caché. Ce besoin d’aller au fond des choses donne à la peinture de Jeanne Laganne sa facture inimitable. Toutes les qualités qui bientôt depuis quinze ans ont fait le succès de la peinture de Jeanne Laganne se trouvent aujourd’hui dans son exposition de la galerie de l’Université qui constitue une leçon de peinture et une grande joie pour l’esprit. »

Trois expositions se succéderont ainsi à la galerie de L’Université en 1972, 1976 et 1980. En 1971, Laganne se livre à une expérience intéressante et travaille avec un jeune peintre plein de talent : Cyril Abauzit. Cela aboutira à l’exposition d’une toile réalisée en commun au salon Comparaisons. Autre expérience qui date à peu près de cette époque : la lithographie, avec une dizaine de tirages qui, comme ses gravures vingt ans plus tôt, sont pour la plupart non signées et non numérotées.
La reconnaissance des années 1950-60 comme période-clé de l’histoire de l’art intervient en 1981 avec l’exposition Paris-Paris au centre Georges-Pompidou. En mars 1985, le mensuel Beaux-Arts publie un numéro spécial sur « La Peinture des années 1950 » dans lequel Gérard Xuriguéra fait une longue rétrospective des artistes, galeries et critiques de cette époque marquée par ce qu’il appelle « la victoire abstraite » et cite Laganne et « ses stèles baroques semées de matière », Michel Tapié, « auteur d’un "Art Autre" en 1952, véritable manifeste », les galeries Facchetti et Stadler.
Au soir de sa vie, Jeanne Laganne continue de peindre, de créer, d’exposer : 1988 et 1990 verront ses deux dernières expositions, chez une amie très chère, Michèle Coche, à la galerie Pierre Lescot. Il s’agit d’une demi-rétrospective, d’un mélange d’œuvres des années soixante et soixante-dix puis d’œuvres contemporaines. Le succès est à nouveau au rendez-vous, comme le montre la correspondance échangée avec la galerie qui indique le volume des ventes, les prix de vente, la nature des acheteurs : particuliers, État, collectionneur australien habitant Hong-Kong. Jeanne Laganne s’éteint à 95 ans, dans son atelier, laissant une œuvre immense qui couvre tout le XXe siècle.

## Romans et essais
- 1. Nous les élus, 1946, aux éditions Grasset, sous le nom de JB Canavaggia (grand prix littéraire d’Algérie 1946)
  2. Les bras ouverts, 1952, chez Horay, sous le nom de JB Canavaggia
  3. Tête et boucan, 1958, chez Horay, sous le nom de JB Canavaggia
  4. Le léopard, 1959, aux éditions Denoël, sous le pseudonyme de Jeanne Castelane, livre traduit en anglais sous le titre Michele and Marc
  5. Proust et la Politique, 1986, chez Nizet

## Expositions
Au cours de sa carrière professionnelle, Jeanne Laganne participera à plus de 50 expositions individuelles ou collectives dans une dizaine de pays.